# 興津駅
興津駅（おきつえき）は、静岡県静岡市清水区興津中町にある、東海旅客鉄道（JR東海）東海道本線の駅である。駅番号はCA13。
運行形態の詳細は「東海道線 (静岡地区)」を参照。

## 歴史
東西両京を結ぶ鉄道計画で東京～名古屋・岐阜間のルートが中山道経由から東海道経由に変更された際、東海道五十三次17番目の宿場町であった興津宿では、小躍りして喜んだという。そして鉄道のことをよく知ろうと、ジャーナリストや経済・法律の専門家を呼び寄せ、興津の宿の一つで宴会を催したともいわれる。ぜひ興津に駅を設けて欲しいと、隣の清見寺をもつ清見寺町の住民も巻き込んで熱心な誘致運動を展開し、それが功を奏して路線の開業とともに「興津駅」は誕生した。
その際、清見寺では境内の一部が鉄道敷地として召し上げられ、それによって風致が損なわれた事に対する補償金が支払われたが、寺の住職はそれを献納したといわれる。現在でもその名残で、東京側から見ると興津駅を過ぎた先で、清見寺の総門と本堂の間を東海道本線が横切っているのを見る事ができる。この清見寺は、明治天皇、大正天皇の休息所として使われ、大正天皇は特に興津を気に入り、興津が避寒地として注目されるようになった。
当駅は明治から大正期にかけての政治家、井上馨が晩年を過ごした別荘である「長者荘」や、最後の元老としても知られる西園寺公望が晩年を過ごした別荘「坐漁荘」の最寄り駅としても知られる。興津を気に入っていた井上は、近隣住民とも深く関わり、地域振興にも熱心で、存命中には興津駅を急行列車の停車駅に昇格させた。
また、西園寺は最後の元老として政界に隠然たる影響力と権限を有した人物でもあり、西園寺と接触を図るべく政府高官や閣僚らが「坐漁荘」を訪問する際に当駅を利用したことから、「興津詣で」と呼ばれた。西園寺の上京に備え当駅に西園寺専用の優等車両が配置されていたといわれる。
また興津には井上・西園寺のみならず、松方正義、伊藤博邦、川崎正蔵、大倉和親ら多くの政財界の有力者たちも別荘を構えた。
由比駅との間にある薩埵峠付近は海岸と山に挟まれる地形となっており、土砂災害が頻発する区間である。1974年7月7日に発生した七夕豪雨では、線路に大量の土砂が堆積したため不通となり、6日間にわたり興津駅で折り返し運転を行った。

### 年表
- 1889年（明治22年）2月1日：官設鉄道（現在の東海道本線）の駅として、国府津 - 静岡間の開通と同時に開業[1]。一般駅[1]。
- 1895年（明治28年）4月1日：線路名称制定。東海道線（1909年に東海道本線に改称）の所属となる。
- 1930年（昭和5年）4月18日：駅舎を改築[5]。
- 1980年（昭和55年）10月1日：車扱貨物の取扱を廃止[1]。
- 1981年（昭和56年）10月24日：新駅舎（現在の駅舎）が落成[5]。
- 1985年（昭和60年）3月14日：荷物の取扱を廃止[1]。
- 1987年（昭和62年）4月1日：国鉄分割民営化により、東海旅客鉄道（JR東海）が継承[1]。
- 2008年（平成20年）3月1日：TOICAのサービス開始。

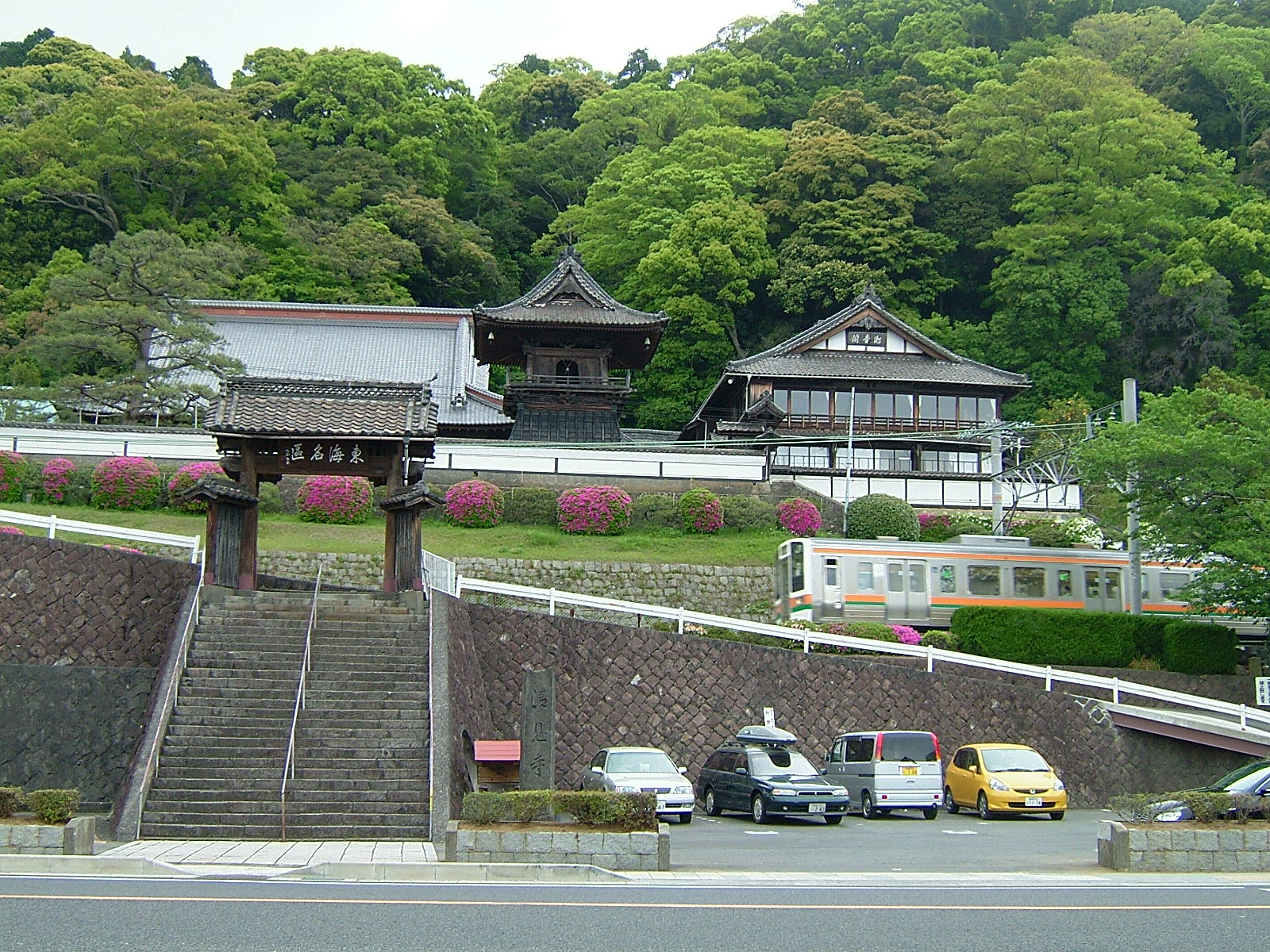
清見寺を横切る東海道本線の列車
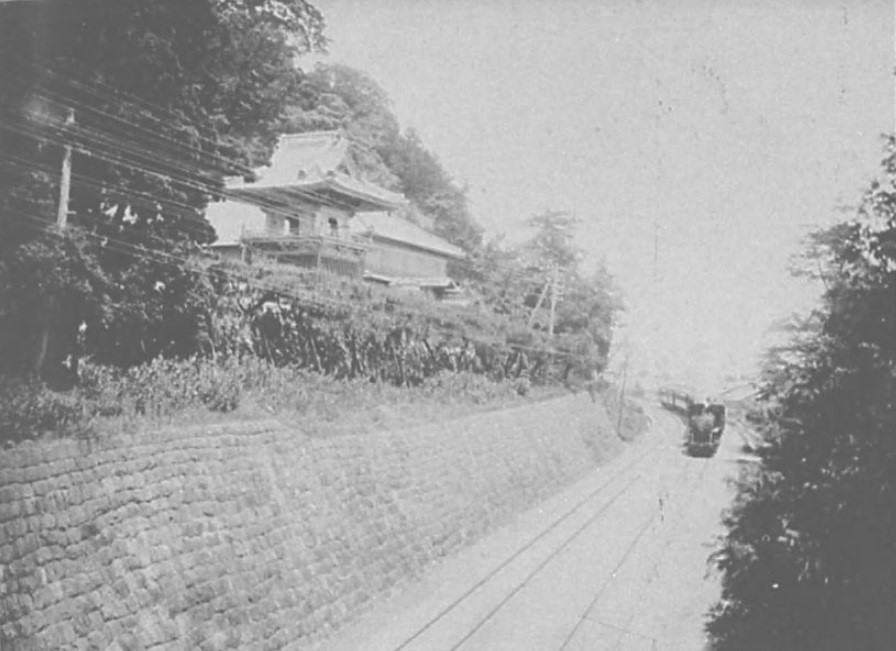
清見寺と東海道本線（明治末期）

## 駅構造
単式ホーム1面1線と島式ホーム1面2線を持つ地上駅。1・2番線が本線、3番線が副本線となっている。3番線から保線車両留置用の側線が分岐している。2つのホームは跨線橋で連絡している。
折り返し列車が多数あり、運行上の拠点になっている。3番線が折り返し専用であり、1日1本を除きすべて折り返し列車となっている。2020年のダイヤ改正より通過待ちに使われなくなった。3番線に入線する列車は3 - 6両編成までである（ただし、6両が停車してもホームにはまだ2両ほど余裕がある）。そのため3番線に入線する上り列車は編成が6両より長いとき、静岡駅で運行する編成を短くしている。
JR東海交通事業の職員が業務を担当する業務委託駅で、清水駅が当駅を管理している。構内南側の単式ホーム（1番線）に接してコンクリート造りの駅舎がある。内部には待合所やJR全線きっぷうりば・自動券売機・簡易型自動改札機などが設置されている。早朝・夜間は無人となる。かつては売店が営業していたが、今は営業が中止され店舗自体も撤去されている。

### のりば
| 番線 | 路線          | 方向 | 行先           | 備考         |
| ---- | ------------- | ---- | -------------- | ------------ |
| 1    | CA 東海道本線 | 下り | 静岡・浜松方面 |              |
| 2    | CA 東海道本線 | 上り | 沼津・熱海方面 |              |
| 3    | CA 東海道本線 | 下り | 静岡・浜松方面 | 当駅折り返し |
| 3    | CA 東海道本線 | 上り | 沼津・熱海方面 | 1日1本のみ   |

（出典：JR東海:駅構内図）
- 2014年の台風第18号により、当駅 - 由比駅間が不通になっている間はすべて当駅で折り返していた。

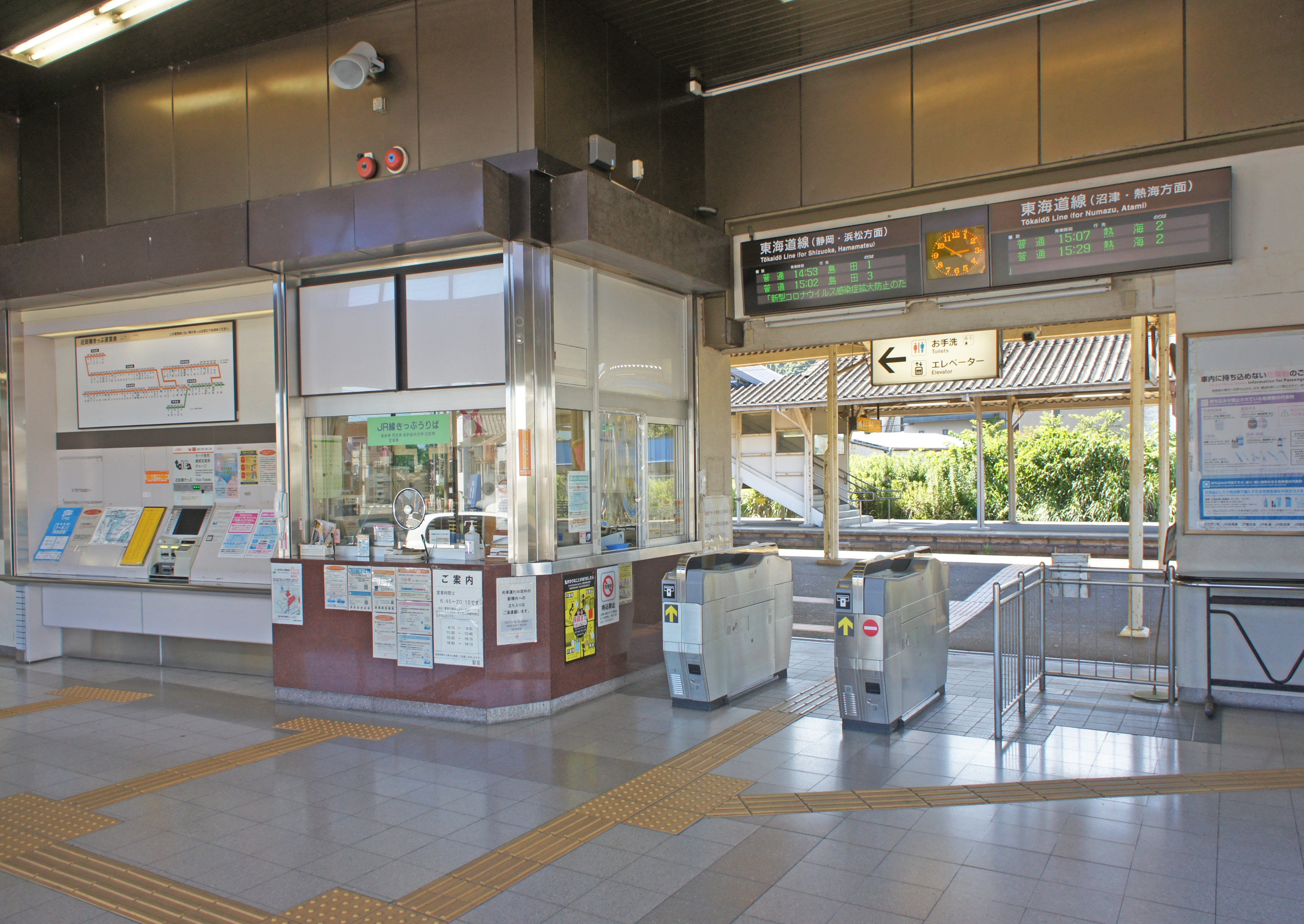
改札口（2022年7月）
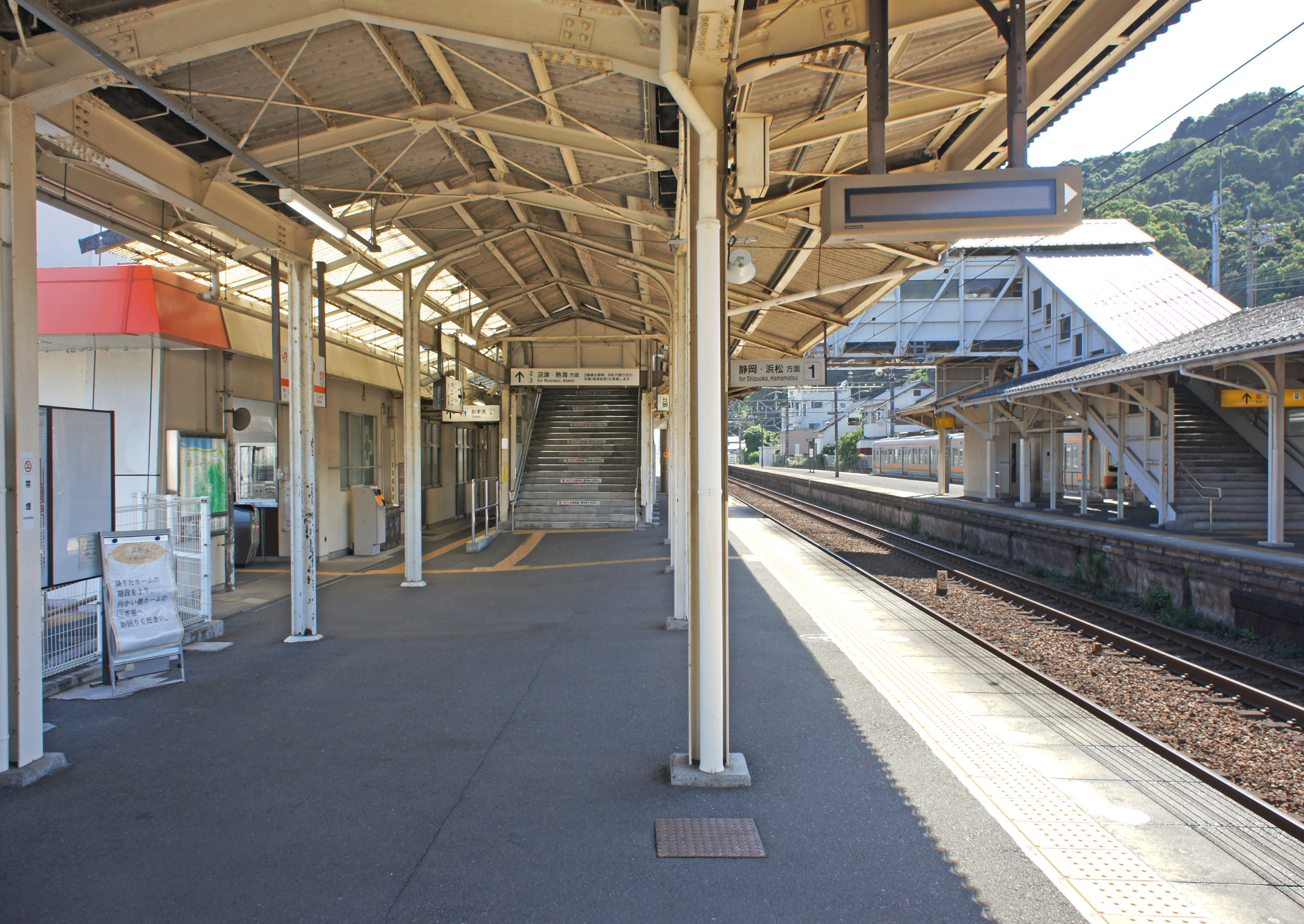
1番線ホーム（2022年7月）
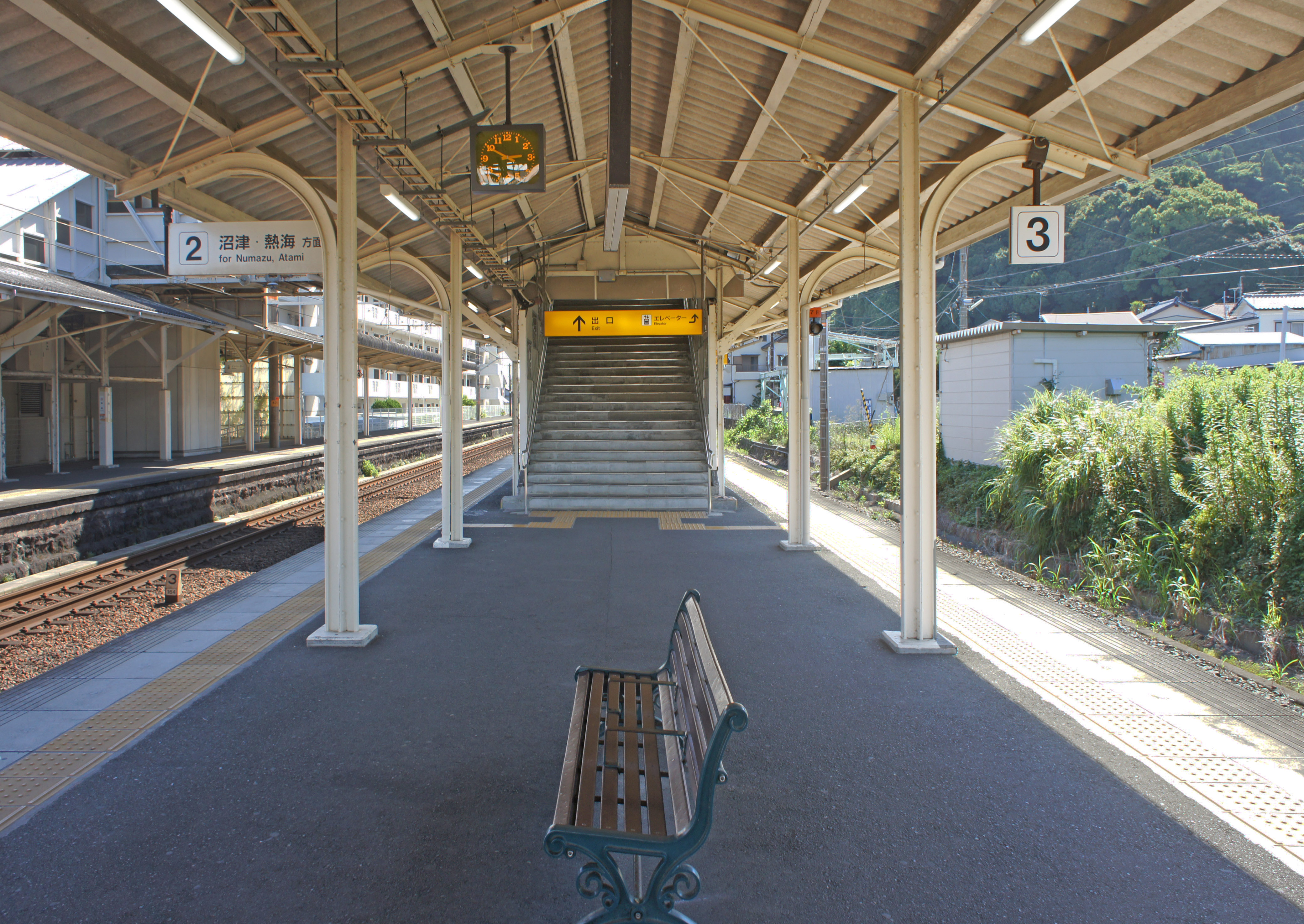
2・3番線ホーム（2022年7月）

## 利用状況
JR東海の移動等円滑化取組報告書によると、2023年度（令和5年度）の1日平均乗降人員は3,650人である。
1993年度（平成5年度）以降の推移は以下のとおりである。
| 乗車人員推移       | 乗車人員推移     | 乗車人員推移 |
| 年度               | 1日平均 乗車人員 | 出典         |
| ------------------ | ---------------- | ------------ |
| 1993年（平成05年） | 2,923            | [ * 1 ]      |
| 1994年（平成06年） | 2,837            | [ * 2 ]      |
| 1995年（平成07年） | 2,838            | [ * 3 ]      |
| 1996年（平成08年） | 2,856            | [ * 4 ]      |
| 1997年（平成09年） | 2,705            | [ * 5 ]      |
| 1998年（平成10年） | 2,660            | [ * 6 ]      |
| 1999年（平成11年） | 2,578            | [ * 7 ]      |
| 2000年（平成12年） | 2,555            | [ * 8 ]      |
| 2001年（平成13年） | 2,476            | [ * 9 ]      |
| 2002年（平成14年） | 2,481            | [ * 10 ]     |
| 2003年（平成15年） | 2,487            | [ * 11 ]     |
| 2004年（平成16年） | 2,460            | [ * 12 ]     |
| 2005年（平成17年） | 2,486            | [ * 13 ]     |
| 2006年（平成18年） | 2,476            | [ * 14 ]     |
| 2007年（平成19年） | 2,437            | [ * 15 ]     |
| 2008年（平成20年） | 2,436            | [ * 16 ]     |
| 2009年（平成21年） | 2,358            | [ * 17 ]     |
| 2010年（平成22年） | 2,329            | [ * 18 ]     |
| 2011年（平成23年） | 2,344            | [ * 19 ]     |
| 2012年（平成24年） | 2,324            | [ * 20 ]     |
| 2013年（平成25年） | 2,327            | [ * 21 ]     |
| 2014年（平成26年） | 2,235            | [ * 22 ]     |
| 2015年（平成27年） | 2,245            | [ * 23 ]     |
| 2016年（平成28年） | 2,219            | [ * 24 ]     |
| 2017年（平成29年） | 2,184            | [ * 25 ]     |
| 2018年（平成30年） | 2,176            | [ * 26 ]     |
| 2019年（令和元年） | 2,139            | [ * 27 ]     |
| 2020年（令和02年） | 1,761            | [ * 28 ]     |
| 2021年（令和03年） | 1,710            | [ * 28 ]     |

## 駅周辺
- 農業・食品産業技術総合研究機構果樹茶業研究部門カンキツ研究興津拠点
- 清見潟公園
- 坐漁荘
- 清見寺
- 興津郵便局
- 駿河健康ランド
- 薩埵峠
- 国道1号
- 静岡市立清水興津小学校
- 静岡市立清水興津中学校

### バス路線

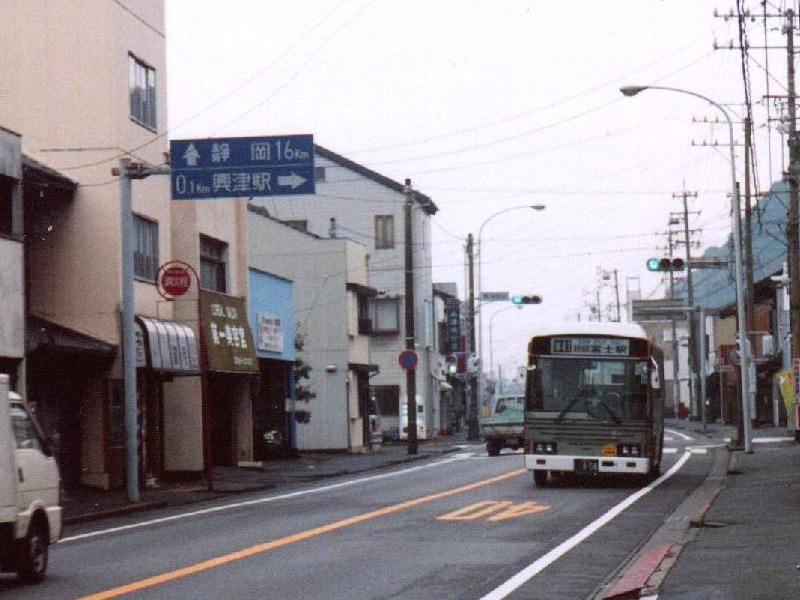
かつて興津駅入口バス停（当時）から富士駅まで運行していた富士急静岡バス

駅前のロータリーにある「興津駅前」停留所にて、しずてつジャストラインの路線バスが発着する。かつては由比駅を経由して富士駅まで行く便（富士急静岡バス運行）が存在した。
- 250 三保山の手線：清水駅方面 / 但沼車庫方面[7]

## 隣の駅
東海旅客鉄道（JR東海）
CA 東海道本線
■快速（臨時列車扱い、下りのみ運転）
通過
■普通
由比駅 (CA12) - 興津駅 (CA13) - 清水駅 (CA14)
※なお、興津駅から2.4km清水寄りには1926年 - 1964年の間に海水浴シーズンの臨時駅として、袖師駅が設けられていた。

### 記事本文